# Broadford

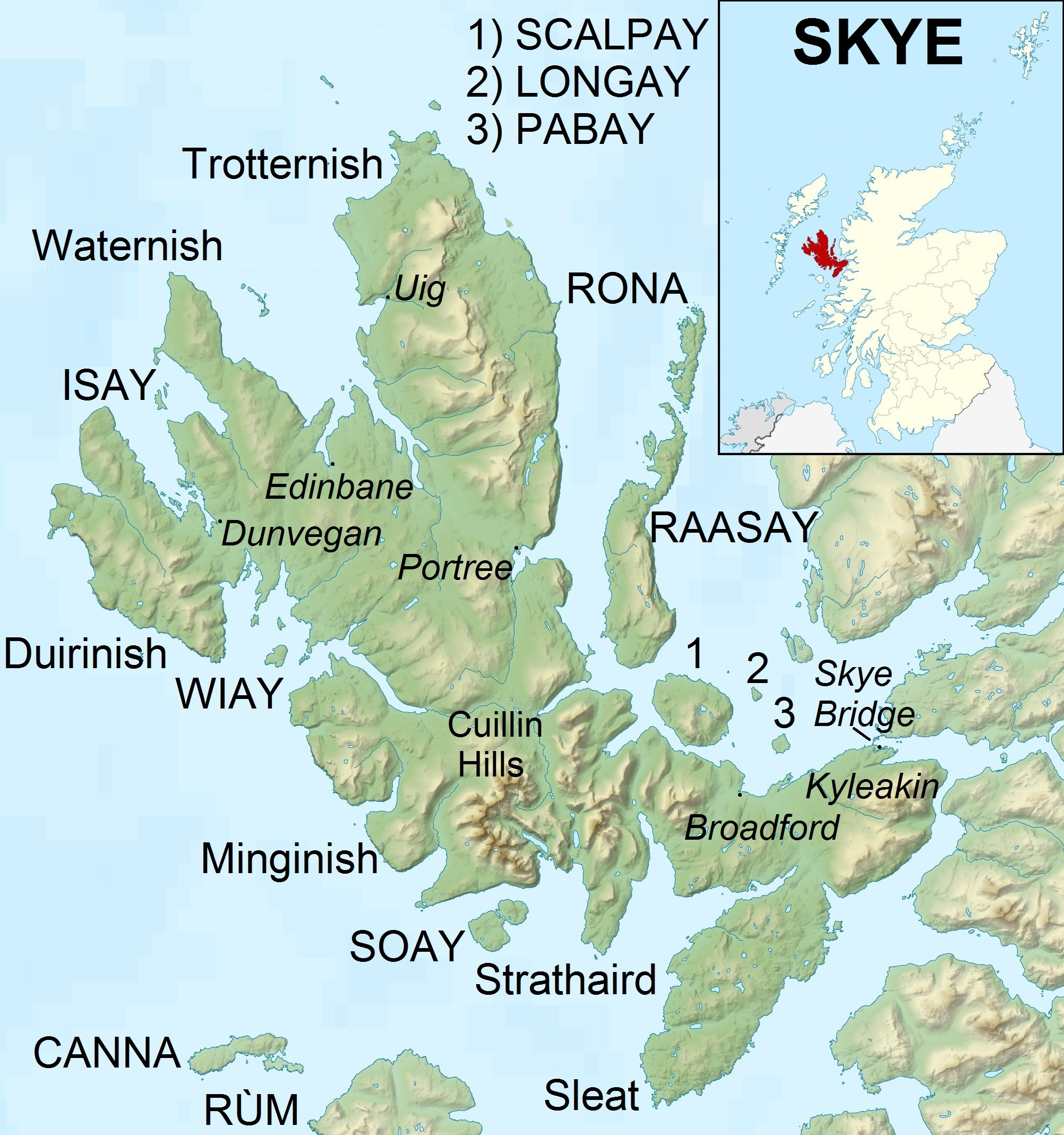
Mapa de l'illa de Skye mostrant Broadford.

Broadford (An t-Àth Leathann en gaèlic escocès), juntament amb la propera Harrapool, és el segon assentament més gran a l'illa de Skye, Escòcia (Regne Unit), i queda a l'escaire sud-oest de la badia de Broadford, a l'A87 entre Portree i el pont de Skye. Amb el fons de les Cuillin orientals sobre ella, Broadford és una regió tranquil·la i bella amb diversos serveis disponibles.

## Història
Broadford era un mercat de bestiar fins a 1812, quan Telford va construir la carretera des de Portree fins a Kyleakin. Veterans de les Guerres Napoleòniques es van assentar durant la primera meitat del segle xix. Escrivint a mitjan segle xix, Alexander Smith va dir, "Si Portree és el Londres de Skye, Broadford és el seu Manchester."

## Serveis
Broadford és un centre de serveis pel sud de Skye. Entre ells està el supermercat en cooperativa combinat amb un garatge BP obert 24 hores, uns pocs restaurants (entre ells el Claymore, Broadford Hotel, Dunollie Hotel i Hebridean Hotel), el Skye Serpentarium i un alberg juvenil. També té un petit aeroport (vegeu Broadford) a Ashaig. L'hospital local és el MacKinnon Memorial Hospital.

## En la cultura popular
- Hi ha una cançó de la banda de rock Jethro Tull anomenada "Broadford Bazaar" (en la versió remasteritzada de l'àlbum Heavy Horses) que rep el seu nom d'aquesta ciutat.
- Hi ha també una cançó titulada "The Trip to Broadford" en l'àlbum de 1990 Room to Roam dels Waterboys.
- El popular licor de whisky Drambuie també va ser fundat a Broadford quan Carles Eduard Estuart (conegut com a Bonnie Prince Charlie) va passar la recepta al capità John Mackinnon en 1745, qui el va ajudar a escapar dels seus perseguidors. La recepta encara la té la família Mackinnon en l'actualitat.

## Geologia
El mineral harkerita fou trobat per primer cop prop de Broadford pel geòleg Alfred Harker.